# Morti nel 1981/Settembre
| Questa pagina contiene informazioni ricavate automaticamente dalle voci biografiche con l'ausilio del template Bio e di un bot. L'aggiornamento è periodico e automatico e ricostruisce completamente la pagina. Se manca una persona in questa lista, sei pregato di non aggiungerla, ma accertati piuttosto che la sua voce biografica contenga il template Bio e che i dati anagrafici siano correttamente compilati. Se il template Bio manca, inseriscilo tu stesso o, in alternativa, metti l'avviso {{tmp\|Bio}} che ne segnala la mancanza. Se i dati riportati sono sbagliati, correggi direttamente la voce biografica; le modifiche saranno visibili in questa lista entro pochi giorni. Per chiarimenti vedi il progetto biografie. La lista contiene solo le 84 persone che sono citate nell'enciclopedia e per le quali è stato implementato correttamente il template Bio. Pagina aggiornata al 3 mar 2024. |

- 1º settembre - Vincenzo Agnetti, pittore, scrittore e poeta italiano (n. 1926)
- 1º settembre - Stefano Bazoli, avvocato, politico e antifascista italiano (n. 1901)
- 1º settembre - Ann Harding, attrice statunitense (n. 1902)
- 1º settembre - Antonio Petrucci, sceneggiatore, regista e giornalista italiano (n. 1907)
- 1º settembre - Pietro Ravetti, calciatore italiano (n. 1895)
- 1º settembre - Albert Speer, architetto, politico e scrittore tedesco (n. 1905)
- 2 settembre - Tadeusz Baird, compositore polacco (n. 1928)
- 2 settembre - Antonio Gallus, aviatore e ufficiale italiano (n. 1939)
- 2 settembre - Guglielmo Gatti, archeologo italiano (n. 1905)
- 2 settembre - Ettore Pancini, fisico e partigiano italiano (n. 1915)
- 3 settembre - Mafalda Favero, soprano italiano (n. 1905)
- 3 settembre - Ella Hall, attrice statunitense (n. 1897)
- 3 settembre - Rensis Likert, psicologo statunitense (n. 1903)
- 4 settembre - Carl Knowles, cestista statunitense (n. 1910)
- 4 settembre - David Peel, attore inglese (n. 1920)
- 5 settembre - Lydia Simoneschi, doppiatrice e attrice italiana (n. 1908)
- 6 settembre - Luigi Bogliolo, medico italiano (n. 1908)
- 6 settembre - Christy Brown, scrittore, pittore e poeta irlandese (n. 1932)
- 6 settembre - Lucas Demare, regista, sceneggiatore e produttore cinematografico argentino (n. 1910)
- 6 settembre - Rashid III bin Humaid Al Nuaimi, politico emiratino (n. 1902)
- 8 settembre - Austen Campbell, calciatore inglese (n. 1901)
- 8 settembre - Gerry Geran, hockeista su ghiaccio statunitense (n. 1896)
- 8 settembre - Nisargadatta Maharaj, filosofo indiano (n. 1897)
- 8 settembre - Carlo Alberto Pizzini, compositore italiano (n. 1905)
- 8 settembre - Wang Shujin, artista marziale cinese (n. 1904)
- 8 settembre - Roy Wilkins, attivista statunitense (n. 1901)
- 8 settembre - Hideki Yukawa, fisico giapponese (n. 1907)
- 9 settembre - Ricardo Balbín, politico e avvocato argentino (n. 1904)
- 9 settembre - Jacques Lacan, psicoanalista e psichiatra francese (n. 1901)
- 9 settembre - Bobo Piccoli, artista italiano (n. 1927)
- 9 settembre - Tubby Raskin, cestista e allenatore di pallacanestro statunitense (n. 1902)
- 10 settembre - Elena Ciamarra Cammarano, pittrice e pianista italiana (n. 1894)
- 10 settembre - Vito Ievolella, carabiniere italiano (n. 1929)
- 10 settembre - Gabriel Nava, cestista messicano (n. 1952)
- 11 settembre - Richard Dorson, antropologo statunitense (n. 1916)
- 11 settembre - Luciano Usai, presbitero e militare italiano (n. 1912)
- 11 settembre - Frank McHugh, attore statunitense (n. 1898)
- 11 settembre - Cecil McMaster, marciatore sudafricano (n. 1895)
- 11 settembre - Carlo Scotoni, politico italiano (n. 1918)
- 12 settembre - Gian Giacomo Dalmasso, fumettista, umorista e militare italiano (n. 1907)
- 12 settembre - Mario De Cesare, prefetto italiano (n. 1895)
- 12 settembre - Eugenio Montale, poeta, scrittore e traduttore italiano (n. 1896)
- 12 settembre - Ángel Perucca, calciatore argentino (n. 1918)
- 13 settembre - Ofelia Giudicissi Curci, poetessa, scrittrice e archeologa italiana (n. 1934)
- 13 settembre - John Guy Porter, astronomo britannico (n. 1900)
- 14 settembre - Peter Krieger, calciatore tedesco (n. 1929)
- 14 settembre - Furry Lewis, cantante e chitarrista statunitense (n. 1893)
- 14 settembre - Edith Schlüssel, montatrice danese (n. 1899)
- 15 settembre - Sara Haden, attrice statunitense (n. 1898)
- 15 settembre - Rafael Méndez, trombettista messicano (n. 1906)
- 18 settembre - Felia Doubrovska, ballerina e insegnante russa (n. 1896)
- 20 settembre - Marcelle Cahn, artista e pittrice francese (n. 1895)
- 21 settembre - Carlo Bandirola, pilota motociclistico italiano (n. 1915)
- 21 settembre - Gianetto Biondini, pittore italiano (n. 1920)
- 21 settembre - Bice Ligabue, politica e partigiana italiana (n. 1895)
- 21 settembre - Nigel Patrick, attore britannico (n. 1912)
- 21 settembre - Roger Rigollet, astronomo francese (n. 1909)
- 21 settembre - Luigi Servolini, incisore, critico d'arte e storico dell'arte italiano (n. 1906)
- 21 settembre - Johannes Stensletten, calciatore norvegese (n. 1912)
- 22 settembre - Knut Andersen, calciatore norvegese (n. 1908)
- 22 settembre - Néstor Carballo, calciatore uruguaiano (n. 1929)
- 22 settembre - Anita Loos, scrittrice e sceneggiatrice statunitense (n. 1889)
- 22 settembre - Harry Warren, compositore e paroliere statunitense (n. 1893)
- 23 settembre - Chief Dan George, attore canadese (n. 1899)
- 24 settembre - Patsy Kelly, attrice statunitense (n. 1910)
- 24 settembre - Hubert Mumelter, poeta italiano (n. 1896)
- 25 settembre - Randhir Singh Gentle, hockeista su prato indiano (n. 1922)
- 26 settembre - Roy Cochran, ostacolista e velocista statunitense (n. 1919)
- 26 settembre - Ludwig Goldbrunner, calciatore e allenatore di calcio tedesco (n. 1908)
- 26 settembre - Ray Kellogg, attore statunitense (n. 1919)
- 26 settembre - Berthold Maack, generale tedesco (n. 1898)
- 27 settembre - Bronisław Malinowski, siepista e mezzofondista polacco (n. 1951)
- 27 settembre - Vito Minunno, calciatore italiano (n. 1904)
- 27 settembre - Robert Montgomery, attore, regista e produttore cinematografico statunitense (n. 1904)
- 28 settembre - Rómulo Betancourt, politico venezuelano (n. 1908)
- 28 settembre - Herbert Mensching, attore tedesco (n. 1928)
- 29 settembre - Irving Chernev, scacchista e scrittore statunitense (n. 1900)
- 29 settembre - Vittorio Cioni, canottiere italiano (n. 1900)
- 29 settembre - Valiollah Fallahi, generale iraniano (n. 1931)
- 29 settembre - Norm Grekin, cestista statunitense (n. 1930)
- 29 settembre - Jakov Fedotovič Pavlov, militare sovietico (n. 1917)
- 29 settembre - Bill Shankly, calciatore e allenatore di calcio britannico (n. 1913)
- 29 settembre - Frances Amelia Yates, storica, insegnante e saggista britannica (n. 1899)
- 30 settembre - Ezio Moioli, pittore italiano (n. 1902)